# Duke Ellington

Duke Ellington, 1964
Foto: Hans Gerber

Edward Kennedy „Duke“ Ellington (* 29. April 1899 in Washington, D.C.; † 24. Mai 1974 in New York City) war einer der einflussreichsten amerikanischen Jazzmusiker. Als Pianist war er einer der wichtigsten Neuerer des Stride-Piano. Als Komponist verfasste er annähernd 2000 Kompositionen (Lieder und Suiten), von denen bald zahlreiche zu Jazzstandards wurden. Als Bandleader trug er zur Ausprägung des Swing als Bigband-Stil bei.

## Leben
Ellington stammte aus dem schwarzen Kleinbürgertum Washingtons. Er war der Sohn des Oberkellners James Edward Ellington, der einmalig als Butler im Weißen Haus arbeitete. Später betrieb er einen Party-Service und versuchte seine Kinder zu erziehen, als würden sie in einem wohlhabenden, gutbürgerlichen Haushalt aufwachsen. Ersten Klavierunterricht erhielt der kleine Ellington bereits als Siebenjähriger von seiner Mutter, Daisy Kennedy Ellington. Jedoch hatte er keinen Spaß am Klavierspiel, so dass Daisy schon bald den Unterricht erfolglos wieder einstellte. Erst im Alter von vierzehn Jahren erwachte sein Interesse an der Musik, nachdem er den Pianisten Harvey Brooks gehört hatte. Ellington hatte aber kaum formalen Musikunterricht, sondern nahm auf, was in seiner Umgebung verfügbar war, vor allem Ragtime. Neben einigen regionalen Musikern wurde James P. Johnson sein erstes Vorbild, dessen Carolina Shout gleichsam die Weichen stellte.
Aufgrund seiner vornehmen Ausstrahlung und geschliffenen Manieren wurde er bereits in seiner Jugend von Schulkameraden zum „Duke“ (englisch für „Herzog“) ernannt. Er begann seine professionelle Karriere als Musiker mit 17 Jahren. In seinen ersten öffentlichen Auftritten spielt er zum Tanz. Bereits um 1920 genoss er einen guten Ruf innerhalb der überschaubaren Musikszene Washingtons. Er war nicht nur als ein Begleiter am Klavier tätig, sondern auch als Bandleader, der mit Geschick dafür sorgte, dass sein Ensemble Arbeit fand. Als er mit 24 Jahren mit einer Gruppe Musiker aus Washington nach New York zog, gründete er dort die Band The Washingtonians. Der erste Anlauf ging schief. Dann brachte die Band die Sängerin Ada Smith unter: Ellington und seine Washingtonians spielten in verschiedenen New Yorker Clubs und tourten bis 1927 als Tanzmusikband durch Neu-England. Als der berühmte King Oliver den bekannten Cotton Club verließ, wurde Ellington der Job als Hausband im damals renommiertesten Nachtclub New Yorks angeboten. Nach und nach wurden die „Washingtonians“ zum Duke Ellington Orchestra. In den Harlemer Clubs, vor allem durch die regelmäßigen Radioübertragungen vom Cotton Club, erreichte Duke Ellington and his Jungle Band nationale Bekanntheit. In dem Club arbeiteten die begabtesten Liederschreiber der Branche: Dorothy Fields, Jimmy McHugh und Harold Arlen. Das Radio sendete live aus dem Club, die Presse berichtete über das Geschehen.
In dieser Zeit hatte Ellington die Möglichkeit, Musik in vielfältigen Stilvarianten für Tanztheater und weitere Spezialgebiete der Band zu komponieren. Er experimentierte vielfach in der Tonalität, mit schreienden Trompeten und Wah-Wah oder knurrenden Saxophonen. Der Jungle Style wurde sein damaliges Markenzeichen. Als Ellington den Cotton Club 1931 verließ, war er einer der bekanntesten Afro-Amerikaner. Regelmäßig produzierte er für Schallplattenfirmen und Filmstudios. Als versierter Geschäftsmann kooperierte Ellington mit dem Verleger Irving Mills, der darauf bestand, dass Duke nur eigene Kompositionen aufnahm. Schließlich schickte er das Orchester im Sommer 1933 auf seine erste Europatournee.

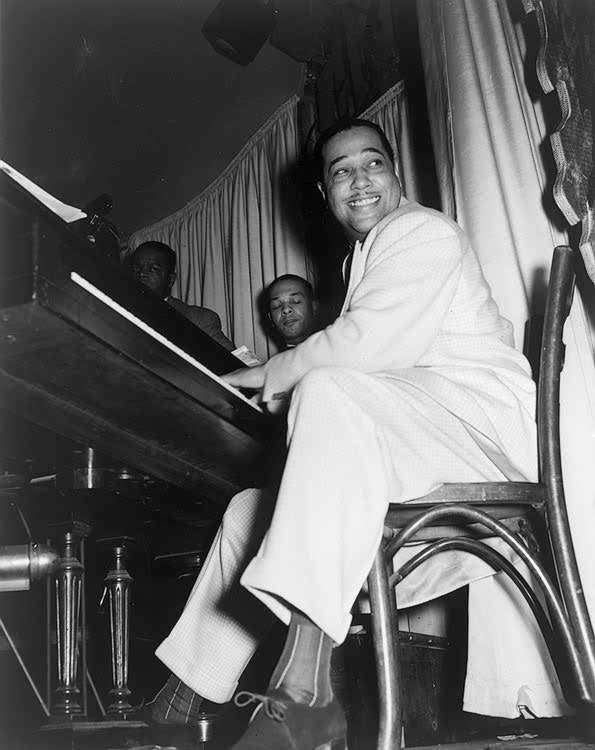
Duke Ellington im Hurricane-Club, 1943

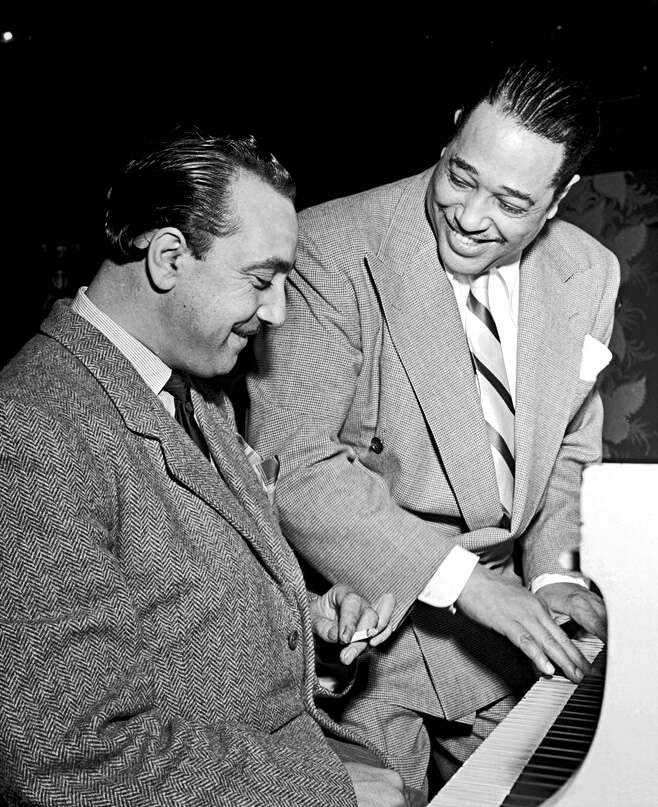
Ellington und Django Reinhardt im November 1946, Foto: William P. Gottlieb

Anschließend unternahm Duke Ellington mit seiner Band zahlreiche weitere Tourneen durch die Vereinigten Staaten und Europa sowie eine Welttournee in den 1960er Jahren. Er wirkte sein ganzes Leben als musikalischer Experimentator und nahm nicht nur mit seinem Orchester, sondern auch mit eher zur künstlerischen Avantgarde des Modern Jazz zählenden Musikern wie John Coltrane und Charles Mingus Alben auf. Die Band erreichte in den 1940er Jahren einen kreativen Höhepunkt, als er gezielt für die unterschiedlichen Stimmen seines Orchesters arrangierte und komponierte. Diese Entwicklung wurde in erheblichen Maß vom Pianisten, Arrangeur und Komponisten Billy Strayhorn beeinflusst, den Ellington Ende der 1930er Jahre kennenlernte und in sein Orchester aufnahm. Ellington und Strayhorn verband eine lebenslange enge Freundschaft. Das am häufigsten mit dem Ellington-Orchester in Verbindung gebrachte Stück Take The A-Train stammt auch nicht – wie häufig fälschlich angenommen – von Duke, sondern von Billy Strayhorn.

Duke Ellington,
Foto: Hans Gerber, 1964

Selbst als Musiker ihn verließen und die Popularität des Swings zurückging, fand Ellington neue Formen, Anknüpfungen und Sidemen. In seinem Spätwerk komponierte er häufig in längeren Formen, wobei er sich an klassischer Musik orientierte, wie sein Black, Brown and Beige (1943), Such Sweet Thunder (1957), basierend auf William Shakespeare, sowie die Bigband-Fassung der Peer-Gynt-Suite (1960) zeigen. Die Verbindung der ursprünglich separaten Kompositionen Diminuendo in Blue und Crescendo in Blue aus dem Jahre 1937 zu Diminuendo and Crescendo in Blue durch ein sich über 27 Chorusse erstreckendes Tenorsaxophon-Solo von Paul Gonsalves während des Newport Jazz Festivals 1956 erbrachte durch Veröffentlichung des Live-Mitschnitts Ellington at Newport das ersehnte Comeback.
An Ellingtons längeren, sinfonischen Arbeiten wird gelegentlich kritisiert, dass er bei ihnen das Wesentliche des Jazz zugunsten einer „künstlichen Klassik“ aus den Augen verloren hätte.

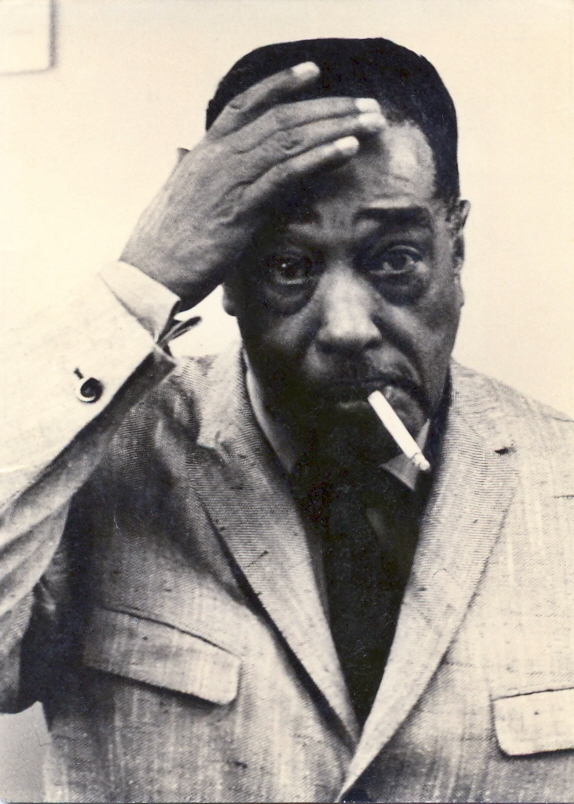
Duke Ellington während einer Konzertpause, 1965

Duke Ellington war bekannt für seine ausgeprägte Eitelkeit und seinen herrischen und manipulativen Umgang mit seinen Band- und Familienmitgliedern. So erlaubte er etwa seiner Schwester nicht, ohne Begleitung aus dem Haus zu gehen. Sein Sohn Mercer sagte über ihn: „Er regiert mit eiserner Hand in einem Glacé-Handschuh“.

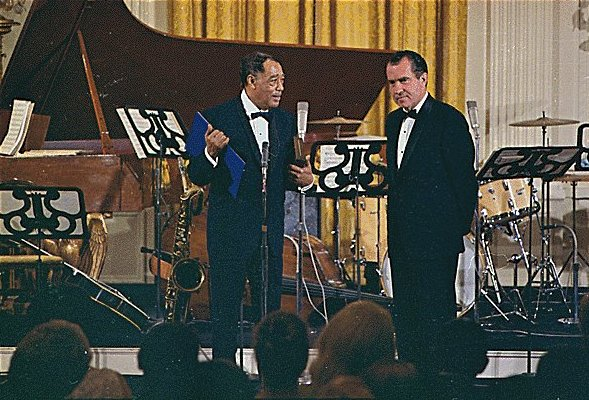
Präsident Nixon überreicht die Freiheitsmedaille des Präsidenten, 1969

1965 wurde Ellington für den Pulitzer-Preis nominiert, den er aber nicht erhielt. Sein Kommentar:
„Das Schicksal ist freundlich zu mir. Es will nicht, dass ich zu jung berühmt werde.“
Am 24. April 1969 erhielt er aus der Hand von US-Präsident Richard Nixon für sein Lebenswerk die Presidential Medal of Freedom. 1973 wurde er in die französische Ehrenlegion aufgenommen.
Duke Ellington starb am 24. Mai 1974 an einer Lungenentzündung und wurde auf dem Woodlawn Cemetery im New Yorker Stadtteil Bronx beigesetzt.

## Der Pianist
Gunther Schuller wies mehrfach darauf hin, dass in der Literatur Ellingtons Klavierspiel zu wenig Aufmerksamkeit geschenkt wird. Der Duke war gewiss kein Virtuose und wird von vielen Autoren mehr als Ensemble-Pianist bewertet. Ellington hat aber sein Orchester vom Klavier aus gesteuert, und das nicht mit Dirigiergesten, sondern nachhaltig mit seinem Spiel selbst. Auch in den zahllosen Proben spielte das Klavier eine wichtige Rolle. Griff Ellington doch oft auf seinem Instrument Phrasen seiner Mitspieler auf, aus denen er manches Thema formulierte. Auch spontane Harmonisierungen entstanden durchaus auf diese Weise, denn das Arrangieren vollzog sich nicht am Schreibtisch. Satzstimmen hat er mehrmals vorgespielt, bis sie auswendig saßen. So war das Klavier der unmittelbare Vermittler zwischen Ellingtons innerem Ohr und seinem Orchester, mit der Folge, dass sich das Anfertigen einer Partitur bei vielen Stücken, zumindest aus dem Tanzmusik-Repertoire, erübrigte.
„Als Solist gebührt ihm ein besonderer Rang in der Jazzgeschichte“, schreibt Biograph Ulrich Kurth, „er verfügte über einen bemerkenswert abwechslungsreichen Anschlag. Kaum ein anderer Pianist war in der Lage, derartig unterschiedliche Timbres am Klavier zu kreieren, derart souverän Dynamik, Rhythmik sowie eine eigenwillige Harmonie einzusetzen, und das ohne Rekurs auf brillante Technik. Ein frühes Beispiel dafür ist Black Beauty von 1928, im Duett mit dem Bassisten Wellman Braud. (…) Mit wenigen Takten konnte er den emotionalen Gestus eines Stückes festsetzen“.
Den Pianisten Duke Ellington stellt insbesondere seine Trio-Session mit Charles Mingus und Max Roach (1962) heraus, die auf dem Album Money Jungle veröffentlicht wurde.

## Werk
Duke Ellington war eine herausragende Größe des Jazz der 1920er bis zu den 1960er Jahren mit einem bis heute nicht hoch genug einzuschätzenden Einfluss. Man zählt ihn zu den größten amerikanischen Komponisten. Zu seinen zahlreichen Erfolgen zählen: Satin Doll, Rockin’ in Rhythm, Mood Indigo, Caravan oder Sophisticated Lady. In den 1920er und 1930er Jahren entstanden sie häufig in Zusammenarbeit mit Irving Mills, ab Ende der 1930er Jahre mit Billy Strayhorn.
Viele seiner Werke schrieb Ellington für einzelne Musiker seines Orchesters. Dabei setzte er deren individuelle Talente gezielt für den Klang seiner Musik ein. Dazu zählten Johnny Hodges, Bubber Miley, Cootie Williams, Joe „Tricky Sam“ Nanton, Barney Bigard, Ben Webster, Harry Carney, Sonny Greer, Otto Hardwick und Wellman Braud. Zu den bekanntesten dieser Kompositionen zählt das 1940 aufgenommene Concerto for Cootie. Einige Musiker wie Jimmy Blanton und Ben Webster gaben dem Jazz selbst während der kurzen Zeit, die sie mit Ellington spielten, weitreichende Impulse. Viele Musiker wie Johnny Hodges, Barney Bigard und Otto Hardwick gehörten Jahrzehnte zu seinem Ensemble und erlebten in dieser Zeit ihre künstlerischen Höhepunkte.
Ellington schrieb auch Filmmusiken, von Black and Tan Fantasy (1929), über Anatomy of a Murder (1959) mit James Stewart bis  Paris Blues  (1961) mit Paul Newman und Sidney Poitier als Jazzmusikern. 1934 trat er neben Mae West in der Komödie Die Schöne der neunziger Jahre auf.
Gunther Schuller entwarf eine Systematik des Repertoires in der kreativen Zeit im Cotton Club.
1. Tanzmusikstücke (zum Beispiel Old Man Blues, Cotton Club Stomp)
2. „Jungle Style“ und andere programmatischen Show-Nummern für die Revuen (zum Beispiel Jungle Jamboree, Jungle Blues und Japanes Dreams)
3. „Blue“- oder „Mood“-Stücke mit besonders intensiven Stimmungen (zum Beispiel Mood Indigo, Misty Mornin’)
4. Arrangements von Tagesschlagern zunächst von anderen Autoren (zum Beispiel „Soliloquy“ von R. Bloom; „I Can’t Give You Anything but Love“ von Jimmy McHugh und Dorothy Fields)
5. Eigene Kompositionen, die sich von den funktionalen Zwängen des Show-Ereignisses lösten (zum Beispiel Echoes of the Jungle, Creole Rhapsody)

## Ehrungen und Gedenkstätten

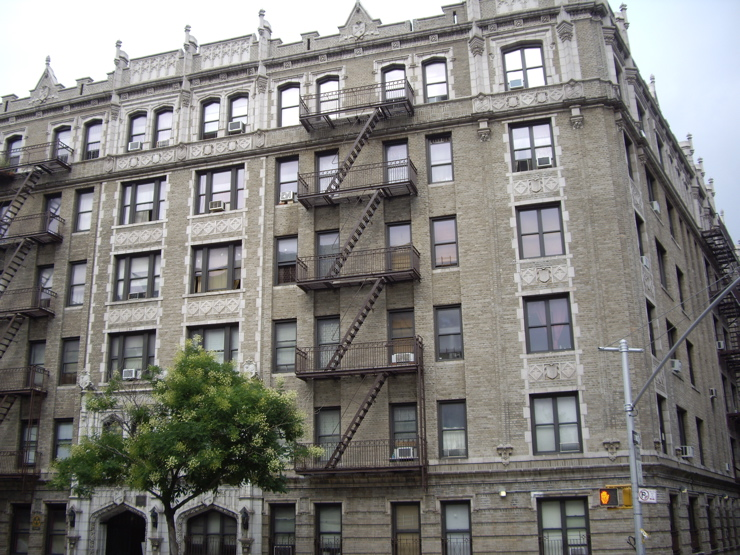
Harlem, Duke Ellington House
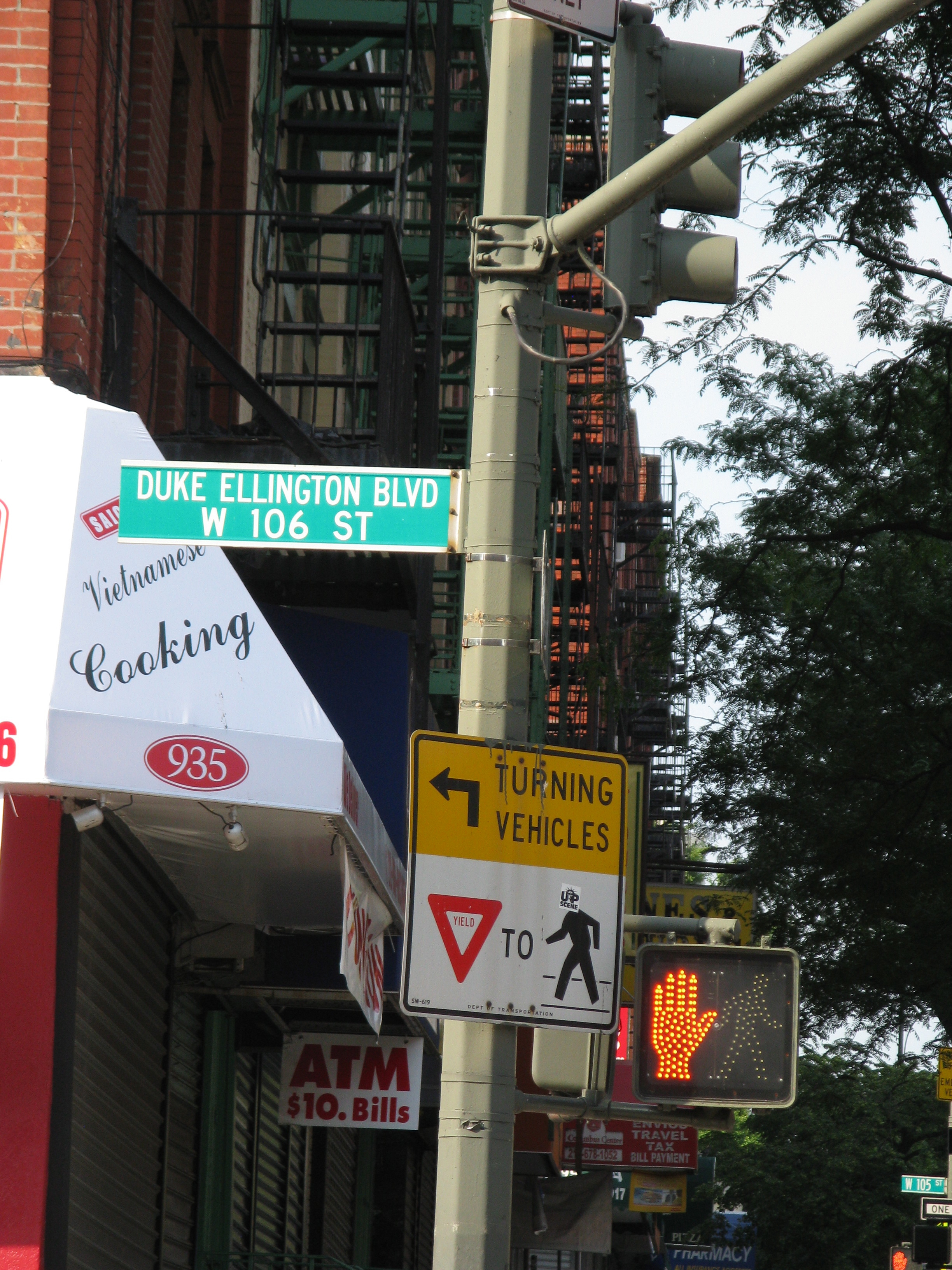
New York, Duke Ellington Boulevard
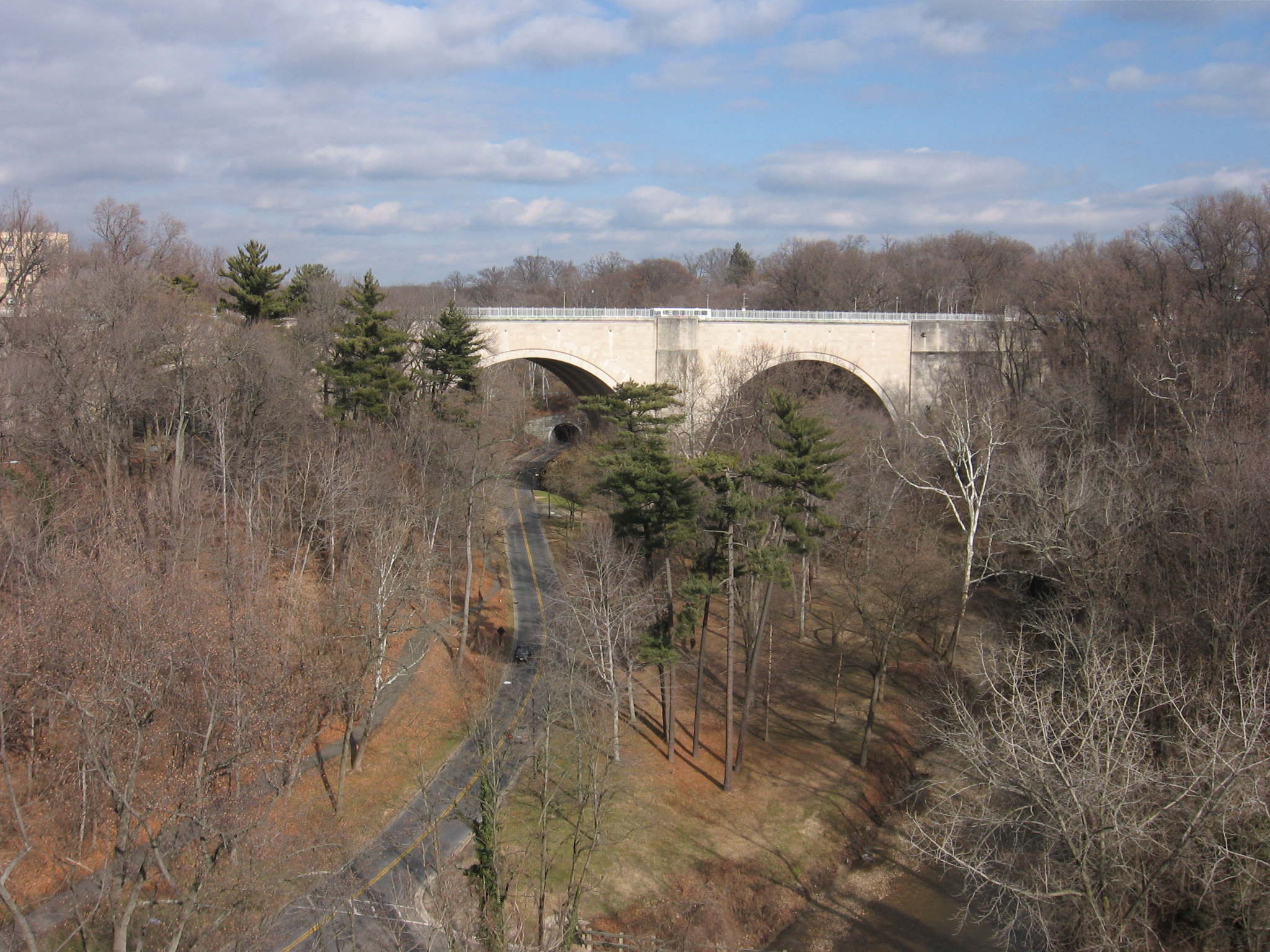
Duke Ellington Bridge

Duke Ellington war seit 1932 Mitglied im Bund der Freimaurer, seine Social Lodge No. 1 in Washington D.C. ist unter der Prince Hall Großloge konstituiert.
1953 wurde der Asteroid des äußeren Hauptgürtels (3156) Ellington nach ihm benannt.
1970 wurde Ellington in die American Academy of Arts and Sciences und in die American Academy of Arts and Letters gewählt.
Stevie Wonders Lied Sir Duke ist eine Hommage an Duke Ellington. Es erschien 1976 auf dem Album Songs in the Key of Life.
1976 wurde das Haus, in dem Duke Ellington von 1939 bis 1961 wohnte, in das National Register of Historic Places aufgenommen. Es befindet sich in Sugar Hill, einem Teil von Harlem, 935 Saint Nicholas Avenue, Ellington Wohnung war das Appartement 4A. Das Gebäude trägt heute die Bezeichnung Duke Ellington House.
1977 erhielt ein Teil der 106. Straße in Manhattan die Bezeichnung Duke Ellington Boulevard.
1997 setzte ihm der Bildhauer Robert Graham ein Denkmal im New Yorker Central Park an der Kreuzung von Fifth Avenue und 110th Street.
In seiner Geburtsstadt Washington erinnern an ihn die Duke Ellington School of the Arts, die begabte Schüler für eine Laufbahn im Bereich der schönen Künste unterweist, und die Duke Ellington Bridge.
Sein schriftlicher Nachlass befindet sich im Smithsonian Museum in Washington, D.C., seine Tapes vermachte er einer dänischen Radio-Station.

## Kompositionen
Es sind mehr als 2000 Kompositionen Ellingtons nachweisbar. Eine kleine Auswahl:
| - 1927: East St. Louis Toodle-Oo - 1927: Black and Tan Fantasy - 1928: Black Beauty - 1928: Creole Love Call - 1928: Jubilee Stomp - 1929: The Mooche - 1931: Dreamy Blues/Mood Indigo - 1931: Rockin’ in Rhythm - 1931: Creole Rhapsody - 1932: Sophisticated Lady - 1932: It Don’t Mean a Thing (If It Ain’t Got That Swing) - 1934: (In My) Solitude - 1934: Daybreak Express - 1935: Delta Serenade - 1935: In a Sentimental Mood - 1935: Reminiscing in Tempo - 1936: Clarinet Lament - 1937: Caravan (Juan Tizol / Duke Ellington) - 1937: Azure - 1937: Blue Reverie - 1938: Pyramid - 1938: The Jeep Is Jumpin’ - 1938: Prelude to a Kiss - 1939: Battle of Swing - 1939: Blue Light - 1939: Subtle Lament - 1939: Sergeant Was Shy - 1940: In a Mellow Tone - 1940: Ko-Ko | - 1940: Concerto for Cootie (später: Do Nothing till You Hear from Me) - 1940: Cotton Tail - 1940: All Too Soon - 1940: Warm Valley - 1940: Across the Track Blues - 1941: I Got It Bad (and That Ain’t Good) - 1941: Just Squeeze Me (But Please Don’t Tease Me) - 1941: Take the “A” Train (Komposition von Billy Strayhorn) - 1941: Just Squeeze Me (But Don’t Tease Me) - 1942: C Jam Blues - 1942: Don’t Get Around Much Anymore (T: Bob Russell) - 1942: Moon Mist - 1942: What Am I Here for - 1943: Diminuendo - 1943: Crescendo in Blue - 1943: Do Nothin’ Til You Hear from Me (T: Bob Russell) - 1944: I’m Beginning to See the Light - 1944: Perfume Suite - 1950: Harlem - 1956: Lonesome Valley - 1956: A Drum Is a Woman - 1956: Star-Crossed Lovers - 1957: Monologue - 1957: Portrait of Ella Fitzgerald - 1958: Satin Doll - 1959: Midnight Indigo - 1959: Such Sweet Thunder - 1959: Sunswept Sunday |

### Größere Werke und Konzertstücke
| - 1943: Black, Brown and Beige - 1944: Perfume Suite - 1945: New World A-Comin’ - 1951: Harlem - 1956: Newport Jazz Festival Suite - 1956: A Drum Is a Woman - 1957: Royal Ancestry (Portrait of Ella Fitzgerald) - 1957: Shakespearean Suite - 1958: Toot Suite - 1959: Jump for Joy - 1959: Anatomy of a Murder | - 1959: The Ellington Suites (inkl. Queens Suite) - 1960: Nutcracker Suite - 1961: Paris Blues - 1964: Far East Suite - 1967: The Second Sacred Concert - 1967: … And His Mother Called Him Bill - 1970: Suite from »The River« - 1971: New Orleans Suite - 1972: Latin American Suite - 1974: Three Black Kings - (unvollendet): Queenie Pie |

### Filmmusik
- 1959: Anatomie eines Mordes
- 1961: Paris Blues
- 1966: Überfall auf die Queen Mary (Assault on a Queen)
- 1969: Change of Mind

## Entwicklung der Ellington-Band

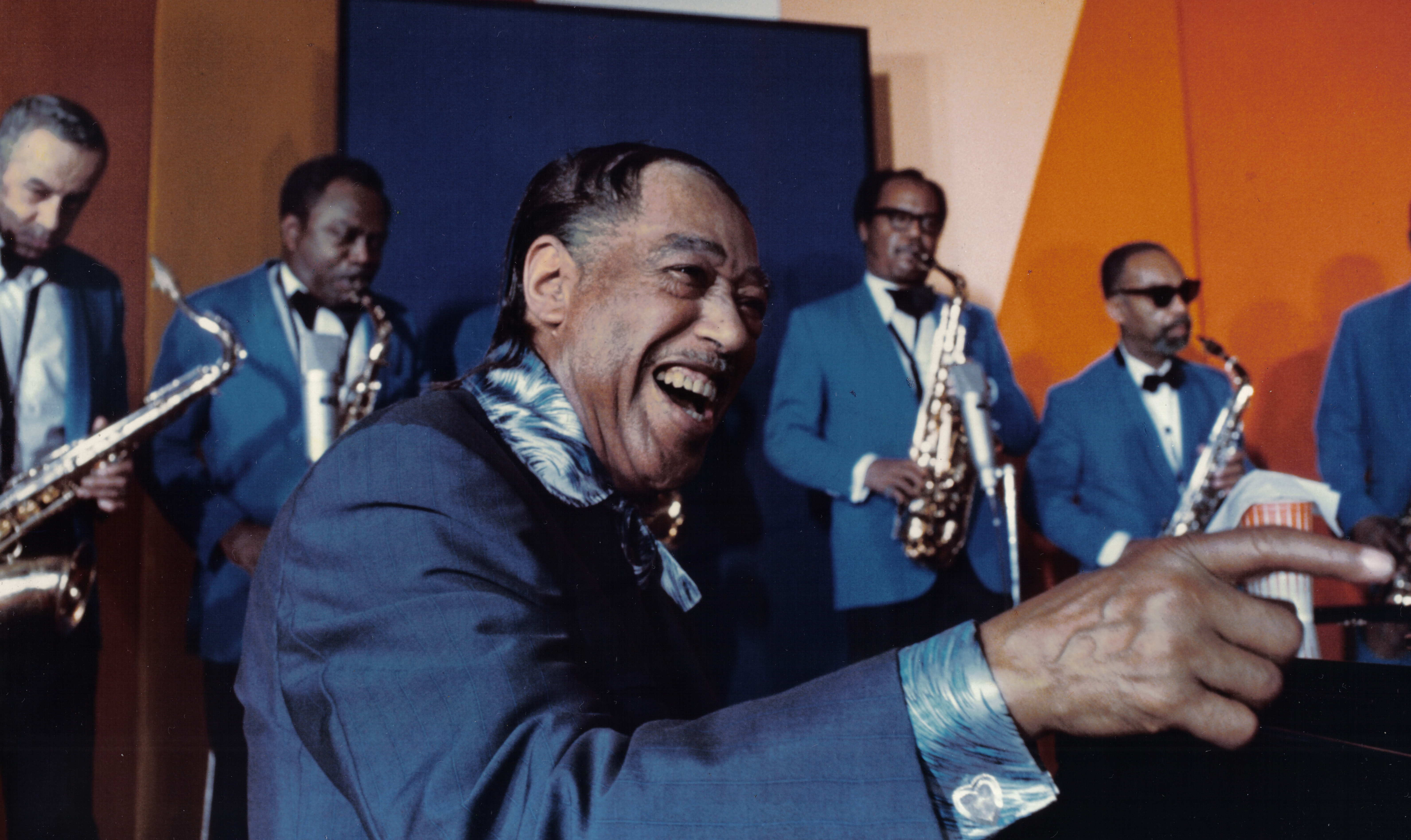
Ellington in L’Aventure du jazz von Louis Panassié – 1971

Zur Bandgeschichte siehe Duke Ellington Orchestra.

## Diskographische Hinweise
- Duke Ellington at Fargo, 1940 Live (1940, ed. 1978)
- The Blanton-Webster Band (1940–42; 1986)
- Ellington at Newport (1956)
- The Private Collection Volume 1 – Studio Sessions, Chicago 1956 (1956)
- Such Sweet Thunder (1957)
- The Cosmic Scene: Duke Ellington’s Spacemen (1958)
- Blues in Orbit (1959)
- Side by Side (1959) mit Johnny Hodges
- Money Jungle (1962) mit Charles Mingus und Max Roach
- The Great Paris Concert (1963)
- Far East Suite (1966)
- … And His Mother Called Him Bill (1967)

## Sammlungen
- The Complete 1932–1940 Brunswick, Columbia and Master Recordings of Duke Ellington and his Famouse Orchestra – (Mosaic – 2010) – 11 CDs mit Cootie Williams, Arthur Whetsel, Freddie Jenkins, Tricky Sam Nanton, Juan Tizol, Barney Bigard, Johnny Hodges, Harry Carney, Fred Guy, Wellman Braud, Sonny Greer, Ivie Anderson, Bing Crosby, Lawrence Brown, Otto Hardwick, Benny Carter arr, Ray Mitchell voc, Adelaide Hall, Mills Brothers, Ethel Waters, Joe Garland, Rex Stewart, Billy Taylor, Ben Webster, Hayes Alvis, Pete Clark as, Wallace Jones, Herb Flemming, Ray Nance, Scat Powell voc, Billy Strayhorn, Jean Eldridge voc, Jimmy Blanton
- The Complete 1936–1940 Variety, Vocalion and Okeh Small Group Sessions – (Mosaic – 2006) – 7 CDs mit Rex Stewart, Johnny Hodges, Harry Carney, Wellman Braud, Billy Taylor, Lawrence Brown, Ceele Burke g, Sonny Greer, Cootie Williams, Juan Tizol, Barney Bigard, Tricky Sam Nanton, Hayes Alvis, Sandy Williams, Tommy Fulford p, Bernard Addison, Chick Webb, Ivie Anderson, Wayman Carver arr, Fred Guy, Otto Hardwick, Buddy Clark, Charlie Barnet maracas, Sue Mitchell voc, Brick Fleagle, Jack Maisel dm, Jerry Kruger voc, Mary McHugh voc, Leon LaFell voc, Scat Powell voc, Wallace Jones, Jean Eldridge voc, Billy Strayhorn, Louis Bacon, The Quintones voc, Jimmy Blanton
- The Complete Capitol Recordings of Duke Ellington (1953–1955) – (Mosaic – 1995) – 8 LPs oder 5 CDs mit Clark Terry, Cat Anderson, Willie Cook, Ray Nance, Quentin Jackson, Britt Woodman Juan Tizol, Russell Procope, Rick Henderson as, Paul Gonsalves, Jimmy Hamilton, Harry Carney, Wendell Marshall, Butch Ballard, Jimmy Grissom, Butch Pollard dm, Dave Black, Ralph Collier perc, George Jean tb, Alfred Cobbs tb, Billy Strayhorn, John Sanders tb, Oscar Pettiford, Jimmy Woode
- Duke Ellington: The Reprise Studio Recordings (1962–1965) – (Mosaic – 1999) – 5 CDs mit Cootie Williams, Cat Anderson, Roy Borrowes tp, Ray Nance, Lawrence Brown, Chuck Connors, Buster Cooper, Johnny Hodges, Russell Procope, Jimmy Hamilton, Paul Gonsalves, Harry Carney, Ernie Shepard, Sam Woodyard, Eddie Preston, Billy Strayhorn, Bill Berry, Stéphane Grappelli, Svend Asmussen, Rolf Ericson, Herbie Jones tp, Major Holley, Peck Morrison, Nat Woodward tp, John Lamb b, Eddie Johnson, Mercer Ellington, Howard McGhee, Richard Williams
- Ella Fitzgerald and Duke Ellington – Côte d’Azur Concerts on Verve – (1966) – 8 CDs mit Cat Anderson, Mercer Ellington, Dud Bascomb, Herbie Jones tp, Cootie Williams, Lawrence Brown, Buster Cooper, Chuck Connors bass-tb, Johnny Hodges, Russell Procope, Jimmy Hamilton, Paul Gonsalves, Harry Carney, John Lamb b, Sam Woodyard and Jimmy Jones, Jim Hughart b, Grady Tate, Ben Webster